# تهانى راشد (صانع أفلام)
تهانى راشد (و. 1947  م) هي صانعة أفلام، وصانعة أفلام وثائقية، ومخرجة أفلام  من مصر، وكندا، ولدت في القاهرة، شاركت في مهرجان كان السينمائي 2006.

## التعليم
تعلمت في كلية الفنون الجميلة في مونتريال ‏
.

## جوائز
حصلت على جوائز منها:
Prix Albert-Tessier ‏ في 2023

## وصلات خارجية
- تهانى راشد في قاعدة بيانات الأفلام على الإنترنت